# Pokrovka (Iàkovlevski)
Pokrovka — Покровка (rus) — és un poble del krai de Primórie, a l'Extrem Orient de Rússia, que en el cens del 2010 tenia 443 habitants. Pertany al districte rural de Iàkovlevski.